# Schweizerisches Familien-Wochenblatt
Schweizerisches Familien-Wochenblatt was een Zwitsers Duitstalig tijdschrift gericht op vrouwen.

## Omschrijving
Het Schweizerisches Familien-Wochenblatt: für Haushalt & Küche: für unsere Frauen & Töchter werd opgericht in Zürich in 1881. Het was een van de eerste Zwitserse Duitstalige tijdschriften. Het was een vrouwentijdschrift dat zich zowel richtte op vrouwen als op hun dochters om hen te helpen bij het huishouden.
In de beginjaren was Theodor Schröter de redacteur van het blad, maar vanaf 1886 nam Gottlieb Meyer die rol over. Als nieuwe eigenaar bracht hij de titel in 1909 onder in zijn eigen uitgeverij. In 1914 werd het blad een geïllustreerd tijdschrift voor huisvrouwen met een beperkt budget. Na 1924 richtte men zich op alle leden van het gezin en werd het modegedeelte verminderd, waarbij vrouwelijke lezers werden verwezen naar het nieuw opgerichte tijdschrift Meyers Schweizer Frauen- und Modeblatt, dat door dezelfde uitgever werd uitgebracht.
Het tijdschrift bestond tot 1964, toen het werd samengevoegd met Meyers Modeblatt, waarvan de publicatie vervolgens stopte in 2002.